# یوناس کخ
یوناس کخ (انگلیسی: Jonas Koch؛ زادهٔ ۱۵ ژوئن ۱۹۹۳) دوچرخه‌سوار اهل آلمان است.
از باشگاه‌هایی که در آن بازی کرده‌است می‌توان به وروا اکتیوجت و سی‌سی‌سی–اسپراندی–پولکوویتسه اشاره کرد.